# Erigone canthognatha
Erigone canthognatha là một loài nhện trong họ Linyphiidae.
Loài này thuộc chi Erigone. Erigone canthognatha được Ralph Vary Chamberlin & Wilton Ivie miêu tả năm 1935.